# Nicole Bradley
Nicole Bradley (* 23. April 1992 in Dunedin) ist eine neuseeländische Leichtathletin, die sich auf den Hammerwurf spezialisiert hat.

## Sportliche Laufbahn
Erste internationale Erfahrungen sammelte Nicole Bradley im Jahr 2019, als sie bei den Ozeanienmeisterschaften in Townsville mit einer Weite von 64,49 m die Bronzemedaille hinter ihrer Landsfrau Julia Ratcliffe und Alexandra Hulley aus Australien gewann. 2022 siegte sie dann bei den Ozeanienmeisterschaften in Mackay mit 67,99 m und schied anschließend bei den Weltmeisterschaften in Eugene mit 62,88 m in der Qualifikationsrunde aus. Daraufhin gelangte sie bei den Commonwealth Games in Birmingham mit 63,10 m auf Rang neun.
In den Jahren 2013 und 2014 sowie 2017 und 2019 wurde Bradley neuseeländische Meisterin im Hammerwurf.